# Quần đảo Jumeirah
Quần đảo Jumeirah (tiếng Ả Rập: جزر الجميرا) là một công trình phát triển nhà ở tại Dubai, Các Tiểu vương quốc Ả Rập Thống nhất, được phát triển bởi Nakheel Properties, một trong những nhà phát triển lớn nhất của Dubai. Nó nằm trực tiếp trong đất liền từ Dubai Marina và Jumeirah Lakes Towers, ngay phía đông của đường cao tốc chính, đường Sheikh Zayed (E11), giữa các nút giao 5 và 6. Quần đảo Jumeirah bao gồm các đảo nhỏ nhân tạo (được gọi là cụm), mỗi đảo gồm 16 biệt thự. Thiết kế mô hình cụm của biệt thự thay đổi từ kiến trúc Hồi giáo đến Địa Trung Hải. Tất cả chúng nằm trong một hồ nhân tạo chứa đầy nước biển mặn. Hồ rộng đến mức toàn bộ khu đất có tỷ lệ đất/nước là 23:77. Khu phức hợp bao gồm 50 hòn đảo (46 trong số đó là các cụm dân cư), một nhà hàng, siêu thị, Club House, phòng tập thể dục, cơ sở làm đẹp, hiệu thuốc và một cơ sở giải trí. 736 ngôi nhà có hồ bơi riêng. Dự án đã được hoàn thành vào cuối năm 2006. Các bất động sản gần đó bao gồm Jumeirah Lake Towers và Palm Jumeirah, cả hai đều được xây dựng bởi Nakheel.